# 关于制止危害民用航空安全的非法行为的公约
- 關於1999年通过的空难赔偿的公約，請見「蒙特利尔公约」。

《关于制止危害民用航空安全的非法行为的公约》（英語：Convention for the Suppression of Unlawful Acts against the Safety of Civil Aviation），又称《蒙特利尔公约》（英語：Montreal Convention），是1971年国际航空法会议（蒙特利尔会议）制订的国际公约。公约在加拿大蒙特利尔通过，于1973年1月26日生效，保存人是美国、英国和俄罗斯（继承自苏联）三国政府。

## 背景
缔约国考虑到危害民用航空安全的非法行为危及人身和财产的安全，严重影响航班的经营，并损害世界人民对民用航空的信任，为防止这类行为，制定本公约各条款。

## 内容
公约（第1条）规定了下列行为为罪行：
1. 对飞行中的航空器内的人从事危及安全的暴力行为；
2. 破坏使用中的航空器，或对造成损坏，使其不能飞行或将危及安全；
3. 在使用中的航空器（指使别人）放置破坏该航空器或对其造成损害的装置或物质；
4. 危及飞行中的航空器安全的破坏损坏航行设备、妨碍其工作的行为；
5. 传递明知虚假的情报，从而危及飞行中的航空器安全；
6. 企图犯上述行为或犯有、企图犯上述行为的人的同犯。

公约（第3条）规定缔约国对上述罪行给予严厉惩罚。